# The Last Trane
The Last Trane è un disco jazz pubblicato dall'etichetta Prestige Records nel 1965, inciso dal sassofonista statunitense John Coltrane.

## Descrizione
L'album venne assemblato unendo insieme materiale inedito proveniente da tre differenti sedute di incisione tenutesi nello studio di Rudy Van Gelder a Hackensack, New Jersey nel 1957 e 1958. A dispetto del titolo dell'album (in italiano traducibile come "L'ultimo Trane" ("Trane" era il soprannome del sassofonista), il materiale presente nell'album non rispecchiava assolutamente "l'ultimo Coltrane" e cioè lo stile musicale del musicista nel 1965, decisamente orientato verso il free jazz. Dato che la fama di Coltrane si stava velocemente ampliando durante gli anni sessanta, la Prestige, etichetta per la quale Coltrane non incideva più da tempo, sfruttò queste registrazioni rimaste sepolte nei loro archivi per creare un nuovo album da sfruttare commercialmente senza l'autorizzazione o almeno l'approvazione artistica del musicista.

## Tracce
1. Lover (Lorenz Hart, Richard Rodgers) — 7:58
2. Slowtrane (Coltrane) — 7:19
3. By the Numbers (Coltrane) — 12:01
4. Come Rain or Come Shine (Harold Arlen, Johnny Mercer) — 8:43

## Crediti
- John Coltrane — sax tenore
- Donald Byrd — tromba (tracce 1,4)
- Red Garland — pianoforte (tracce 1,3,4)
- Paul Chambers — contrabbasso  (tracce 1,3,4)
- Earl May — basso  (traccia 2)
- Louis Hayes — batteria (tracce 1,4)
- Art Taylor — batteria (tracce 2,3)